# آنتونی اورمرود
آنتونی اورمرود (انگلیسی: Anthony Ormerod؛ زادهٔ ۳۱ مارس ۱۹۷۹) بازیکن فوتبال اهل بریتانیا است.
از باشگاه‌هایی که در آن بازی کرده‌است می‌توان به باشگاه فوتبال یورک سیتی، باشگاه فوتبال هارتل پول یونایتد، باشگاه فوتبال اسپنیمور تاون، باشگاه فوتبال بری، باشگاه فوتبال ویتبای تاون، باشگاه فوتبال کارلایل یونایتد، باشگاه فوتبال مارسکه یونایتد، و باشگاه فوتبال میدلزبرو اشاره کرد.